# Viktória Matušovová
Viktória Matušovová (* 2. února 1991 Krupina) je česká herečka slovenského původu.
Pochází z jižní části Slovenska. Vystudovala bratislavskou Církevní konzervatoř. Dále studovala zpěv na Pražské konzervatoři. Od dětství se věnuje hudbě a hraje na několik hudebních nástrojů. Umístila se jako vítězka talentových soutěží Elán je Elán a pěvecké soutěže Czechtalent. Od roku 2013 působí v Městském divadle Brno. Za roli v muzikálu Děsnej pátek získala širší nominaci za roli Ellie Blakeové.

## Role vMěstském divadle Brno
- Kit Deluca – Pretty Woman
- Slečna Rottenmeierová – Heidi
- Satan – BASTARD
- Felicie – Čarodějky z Eastwicku
- Paní Corryová – Mary Poppins
- Ellie Blakeová – Děsnej pátek
- Susan Lawrencová – BIG
- Ellen Dawsonová – Poslední loď
- Hedda Hopperová – Chaplin
- Lisa – Mamma Mia!
- Kiki – Flashdance